# Antibes
Antibes (no occitano provençal: Antíbol ou Antíbo) é uma comuna francesa (designação para  cidades emancipadas pela obtenção de carta de autonomia fornecida pelo rei ou, modernamente, termo referente à menor subdivisão administrativa do território) situada no departamento de Alpes-Maritimes, na região de Provence-Alpes-Côte d'Azur. A comuna tem uma superfície de 26,48 km². Tem uma longitude de 7° 07' 26" Este uma latitude de 43° 34' 51" Norte. Atinge a altitude máxima de 2. 648 m de altitude.

## Geografia
Antibes está situada nas margens do Mar Mediterrâneo na Costa Azul, a 205 km a este de Marselha, 23 km a sudoeste de Nice, 15 km a sudeste de Grasse e a 10 km de Cannes. La Brague lança-se no Mediterrâneo sobre o território da comuna de Antibes.
A comuna é constituída por várias zonas bem distintas, cujas principais são as seguintes:
- Antibes propriamente dita;
- Cabo de Antibes, famoso pelas suas mansões;
- Juan-les-Pins;
- O bairro de Golfe-Juan pertence à comuna vizinha de Vallauris.

Antibes deu o seu nome antigo, Antipolis, a uma importante zona de de actividades Sophia Antipolis, situada nos seus arredores, sobretudo na comuna de Valbonne), onde estão estabelecidas empresas que se dedicam à pesquisa e ao desenvolvimento no domínio das novas tecnologias.

## História
Antibes terá sido fundada no século V ou IV a.C. pelos Fenícios de Marselha também conhecidos por massaliotas, que segundo o geógrafo Malte-Brun, lhe teriam dado o seu nomes, pela sua «situação sobre a costa em frente de Nice» afirmação que a geografia da costa exige uma certa atenção.
Antibes foi sede de um episcopado desde o século IV até 1244, data em que a sede episcopal foi transferida para Grasse.
Chegada dos Grimaldi, uma família genovesa aliada dos Angevinos e que a partir daí estiveram muito presentes na Provença oriental. Entre os membros dessa família, Luc e Marc Grimaldi, filhos de António, tinham avançado com fundos ao Papa de Avinhão que não pôde reembolsar essa dívida. Por consequência, os irmãos Grimaldi tornaram-se senhores de Antibes - o mais belo porto da região - e aí estiveram até 1384. Foi integrada no território francês em 1860.

## Administração
| Período                                       | Nome                  | Partido | Qualidade                    |
| --------------------------------------------- | --------------------- | ------- | ---------------------------- |
| 1948/1950                                     | Charles Guillaumont * |         |                              |
| 1950/1953                                     | Henri Rambaud *       |         |                              |
| 1953/1959                                     | Marc Pugnaire *       |         |                              |
| 1959/1971                                     | Pierre Delmas *       |         |                              |
| 1971/1995                                     | Pierre Merli          | UDF-RAD | deputado dos Alpes-Maritimes |
| 25 de Junho de 1995                           | Jean Leonetti         | UDF-RAD |                              |
| Março de 2001                                 | Jean Leonetti         | UMP     | deputado dos Alpes-Maritimes |
| Os dados anteriores ainda não são conhecidos. |                       |         |                              |

## Demografia
| ca. 1882 | 1982   | 1990   | 1999   | 2005   | 2008   |
| -------- | ------ | ------ | ------ | ------ | ------ |
| 6 752    | 62 859 | 70 005 | 72 412 | 72 300 | 76 994 |

## Lugares e monumentos
- Cabo de Antibes
- Mercado Provençal
- Museu Picasso
- Museu Peynet e do desenho humorístico, sobre o ilustrador criador dos «amorosos», ditos de Peynet
- Farol de La Garoupe

### Património religioso
- Igreja Notre-Dame de la Garoupe. Inscrita no património suplementar dos monumentos históricos por portaria de 29 de Outubro de 1926.
- Igreja paroquial: capela Saint-Esprit e torre Grimaldi. Edificada no século XII, sobre o local de um antigo templo romano dedicado a Diana, e mais tarde restaurada no século XVII. Foi parcialmente classificada como monumento histórico por decreto de 16 de Outubro de 1945.
- Capela de Saint-Jean, no cruzamento da Rua Saint-Jean e do caminho de Saint-Maymes. Foi construída no século XVII. Foi inscrita no Inventário suplementar de monumentos históricos através de portaria de 14 de Dezembro de 1989.
- Capela Saint-Bernardin, Rua Costan, 14. Parcialmente construída no século XVI. Foi inscrita no Inventário suplementar dos monumentos históricos através de portaria de 13 de Março de 1995.

### Património civil
- Forte Carré construído em meados do século XVI sob Henrique II e desenvolvido no fim do século XVII sob o reinado de Luís XIV por Vauban. Actualmente é o centro regional de educação física, propriedade do Estado. Está classificado com o título de monumento histórico através de portarias sucessivas de 7 de Novembro de 1906 e 20 de Agosto de 1913, modificados pelos decretos de 17 de Outubro de 1937 e 19 de Outubro de 1976.
- Fonte e coluna romana, R. Georges-Clemenceau. Inscritos como monumentos históricos, desde 31 de Março de 1928.
- Castelo dos Grimaldi, que abriga o actual Museu Picasso. Este castelo data do século XV e do século XVI. Está classificado como monumento histórico desde 29 de Abril de 1928.
- Vestígios do aqueduto de Clausonnes, numa propriedade privada, no lugar chamado de « Vallon du Fuguerret » Estes vestígios estão classificados como monumentos históricos desde 25 de Julho de 1936.
- Vestígios não datados de uma cerca greco-romana, monumento histórico desde 16 de Fevereiro de 1939.
- Batida do Rei e os seus jardins, propriedade de uma sociedade privada, situada na Avenida Jules-Grec.
- Farol de la Garoupe, situado no cabo de Antibes. Foi edificado no lugar de um antigo farol de 1837 destruído em 1944.

## Personalidades ligadas à comuna
- Honoré Tournely (1658-1729), teólogo francês français, nascido em Antibes.
- Honoré Charles Reille (1775-1860) general de Napoleão.
- Jacques Audiberti (1899-1965), escritor francês, nascido em Antibes.
- Christophe Gans, realizador francês nascido em Antibes em 1960.
- Nicolas de Staël, pintor que passou os últimos dez anos da sua vida em Antibes.

## Cultura
- Festival de jazz de Juan-les-Pins
- Festival de Arte Sacra de Antibes

## Geminação
- Ålborg, Dinamarca